# Arancini

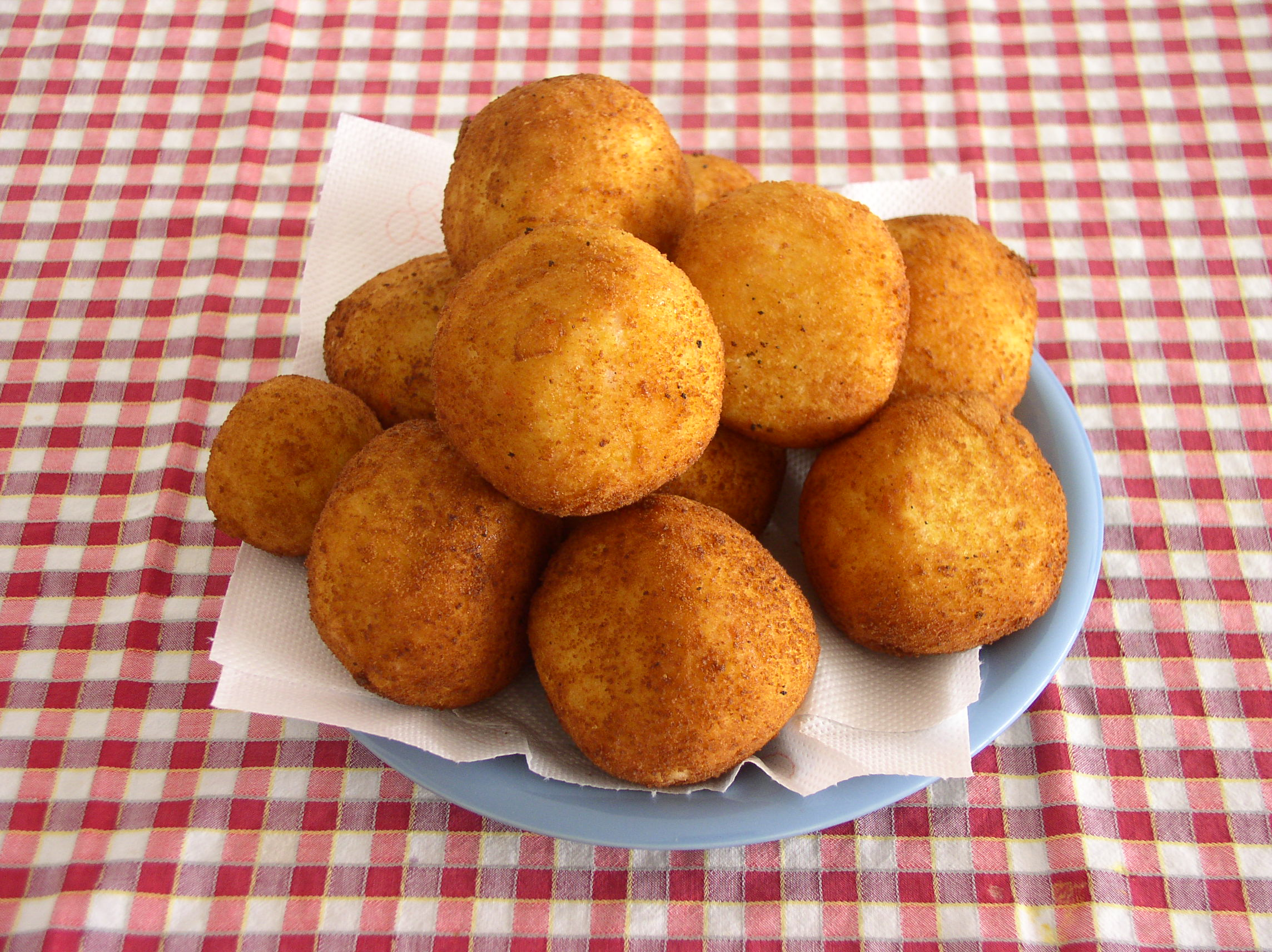
Ett fat med arancini

Arancini är en maträtt från Sicilien, Italien.
Arancini är friterade bollar av ris, fyllda med till exempel kött, mozzarella, skinka, svamp eller annat.
Namnet kommer sig av dess utseendemässiga likhet med apelsiner (arancia på italienska). Olika varianter av namnet förekommer. Arancini är plural av arancino. Arancine (singular arancina) förekommer också.